# كارول آند تيوزداي
كارول آند تيوزداي (باليابانية: キャロル&チューズデイ، بالروماجي: Kyaroru & Chūzudei) (بالإنجليزية: Carole & Tuesday)‏ هو مسلسل أنمي ياباني تلفزيوني من إخراج شينيتشيرو واتانابي، وإنتاج استوديو بونز، عرض الأنمي في 10 أبريل عام 2019 واستمر عرضه حتى 2 أكتوبر عام 2019، وتكون من 24 حلقة.

## القصة
تدور أحداث القصة في المستقبل على كوكب المريخ، عن تيوزداي سيمونر التب تهرب من أسلوب حياتها، كإبنة سياسية وتتوجه إلى ألبا سيتي لمتابعة حلمها في أن تصبح عازفة مع حقيبة فقط وجيتارها. في أول يوم لها في المدينة، تلتقي بكارول ستانلي، هي لاجئة يتيمة من الأرض، وعازفة بيانو. قرر الاثنان العمل كفريق ثنائي مغنية وكاتبة أغاني تحت اسم كارول و تيوزداي.

## الشخصيات
كارول ستانلي (باليابانية: キャロル، بالروماجي: Kyaroru)
مؤدية الصوت: ميوري شيمابوكورو
تيوزداي سمونس (باليابانية: チューズデイ، بالروماجي: Chūzudei)
مؤدية الصوت: كانا إيتشينوسي
أنجل كاربينتر (باليابانية: アンジェラ، بالروماجي: Anjera)
مؤدية الصوت: سوميري أويساكا
غاس غولد مان (باليابانية: ガス، بالروماجي: Gasu)
مؤدي الصوت: أكيو أوتسوكا
تاو (باليابانية: タオ، بالروماجي: Tao)
مؤدي الصوت: هيروشي كاميا
رودي (باليابانية: ロディ، بالروماجي: Rodi)
مؤدية الصوت: ميو إيرينو
داليا كاربينتر (باليابانية: ダリア، بالروماجي: Daria)
مؤدية الصوت: كينيو هوريوتشي
جوني إيتيغون (باليابانية: アーティガン، بالروماجي: Ātigan)
مؤدي الصوت: مامورو ميانو
كريستال (باليابانية: クリスタル، بالروماجي: Kurisutaru)
مؤدية الصوت: مايا ساكاموتو
سكيب كولينز (باليابانية: スキップ، بالروماجي: Sukippu)
مؤدي الصوت: هيروكي ياسوموتو
جوشوا (باليابانية: ヨシュア، بالروماجي: Yoshua)
مؤدي الصوت: يوكي كاجي

## وصلات خارجية
- الموقع الرسمي باللغة اليابانية
- كارول آند تيوزداي على موقع IMDb (الإنجليزية)
- كارول آند تيوزداي على موقع نتفليكس (الإنجليزية)
- كارول آند تيوزداي على موقع كينوبويسك (الروسية)
- كارول آند تيوزداي على موقع قاعدة بيانات الفيلم (الإنجليزية)
- كارول آند تيوزداي على موقع ANN anime (الإنجليزية)